# Wiszenki (rejon rożyszczeński)
Wiszenki (ukr. (Вишеньки) – wieś na Ukrainie w rejonie rożyszczeńskim obwodu wołyńskiego.

## Zabytki
- zamek – po którym na początku XX w. pozostały wały[2]
- kościół św. Anny (dawniej pw. Wniebowzięcia NMP) z 1771 r. - jeden z dwóch ocalałych na Wołyniu kościołów drewnianych, przeniesiony w 1994 r. przez franciszkanów (reformatów) z Wiszenek do  parafii św. Anny w Kowlu[3][4].